# Der Froschprinz
Der Froschprinz ist ein Märchen (ATU 440). Es stand in den Kinder- und Hausmärchen der Brüder Grimm nur im zweiten Teil der 1. Auflage von 1815 (da Nr. 13) an Stelle 99 (KHM 99a).

## Inhalt
Drei Töchter gehen nacheinander zum Brunnen, um Wasser zu schöpfen, doch es ist trüb. Am Rand sitzt ein Frosch und sagt:
wann du willst mein Schätzchen seyn,
will ich dir geben hell, hell Wässerlein.
Erst die Jüngste willigt ein, weil sie meint, den Frosch zu betrügen. Da ist das Wasser sonnenklar. Sie trinkt und bringt auch ihren einfältigen Schwestern etwas. Abends im Bett krabbelt es an ihrer Türe und singt:
Mach' mir auf! mach' mir auf!
Königstochter, jüngste,
weißt du nicht, wie du gesagt
als ich in dem Brünnchen saß,
du wolltest auch mein Schätzchen sein,
gäb' ich dir hell, hell Wässerlein.
Sie öffnet etwas, er hüpft zu ihren Füßen, so auch die zwei folgenden Nächte. Sie sagt, das sei dann das letzte Mal, aber am Morgen ist es ein Prinz, den sie erlöst hat. Sie heiraten. Die anderen Schwestern ärgern sich.

## Herkunft
Grimms Anmerkung notiert, dass das Märchen aus Hessen stammt (von Marie Hassenpflug), und ordnet es zusammen mit KHM 1 Der Froschkönig oder der eiserne Heinrich der Grundidee von Amor und Psyche zu, wie KHM 88 Das singende springende Löweneckerchen und KHM 68a Von dem Sommer- und Wintergarten. Ab der 2. Auflage steht es nur noch in der Anmerkung zu Der Froschkönig oder der eiserne Heinrich, und zwar holt die Tochter das Wasser für den kranken Vater (vgl. KHM 97 Das Wasser des Lebens), das Froschgedicht ist länger:
wann du willst mein Schätzchen sein,
will ich dir geben hell hell Wässerlein.
Willst du aber nicht mein Schätzchen sein,
so mach ich es puttel puttel trübe.
Auch die Märchendeuterin Hedwig von Beit spricht hier von Lebenswasser und kommentiert, je nach bewusster Einstellung quelle das Leben trübe oder klar aus dem Unbewussten. Die Reime könnten laut Walter Scherf aus Des Knaben Wunderhorn (1808, Anhang) und Friedrich David Gräters Zeitschriftenbeitrag von 1794 stammen. Heinz Rölleke veröffentlichte ein Märchen von Julia Ramus aus Grimms Nachlass, in dem sich ein Mann in Papageiengestalt zur Prinzessin schmuggelt und sie später durch Kuss aus ihrer Froschgestalt erlöst, weshalb Rölleke den Text Die Froschprinzessin nennt.